# Лезешть (Скерішоара, Алба)
Лезешть, Лезешті (рум. Lăzești) — село у повіті Алба в Румунії. Входить до складу комуни Скерішоара.
Село розташоване на відстані 332 км на північний захід від Бухареста, 64 км на північний захід від Алба-Юлії, 65 км на південний захід від Клуж-Напоки, 148 км на північний схід від Тімішоари.

## Населення
За даними перепису населення 2002 року у селі проживали 106 осіб, усі — румуни. Усі жителі села рідною мовою назвали румунську.